# Реакція Мак-Фейдієн — Стівенса
Реакція Мак-Фейдієн — Стівенса (англ. McFadyen — Stevens reaction) — відновлення тозилгідразидів ароматичних (також гетероароматичних) карбонових кислот у альдегіди при нагріванні з безводним карбонатом натрію (150—160 °С, в етиленгліколі).
Систематична назва — гідро-де-тозилгідразино-заміщення.
Механізм реакції: